# La Calzada
La Calzada ist eine Ortschaft im Departamento La Paz im südamerikanischen Anden-Staat Bolivien.

## Lage im Nahraum
La Calzada ist der zentrale Ort des Kanton La Calzada im Municipio La Asunta in der Provinz Sud Yungas. Die Ortschaft liegt in einer Höhe von 1378 m am Nordhang oberhalb des Río Tamampaya.

## Geographie
La Calzada liegt in den bolivianischen Yungas am Ostabhang des Hochgebirgsrückens der Cordillera Real. Das Klima ist ein typisches Tageszeitenklima, bei dem die mittlere Schwankung der Tagestemperaturen deutlicher ausfällt als die jahreszeitlichen Schwankungen.
Die mittlere Durchschnittstemperatur der Region liegt bei 21 °C (siehe Klimadiagramm Chulumani), die mittleren Monatswerte schwanken nur unwesentlich zwischen 18 °C im Juli und 22 °C im Dezember. Der Jahresniederschlag beträgt etwa 1150 mm, die Monatsniederschläge liegen zwischen etwa 20 mm in den Monaten Juni und Juli und mehr als 150 mm von Dezember bis Februar.

## Verkehrsnetz
La Calzada liegt in einer Entfernung von 160 Straßenkilometern östlich von La Paz, der Hauptstadt des gleichnamigen Departamentos.
Von La Paz führt die asphaltierte Nationalstraße Ruta 3 in nordöstlicher Richtung 60 Kilometer bis Unduavi, von dort zweigt die unbefestigte Ruta 25 in südöstlicher Richtung ab, führt entlang des Río Unduavi und erreicht nach 70 Kilometern Chulumani. Von dort führt eine unbefestigte Landstraße zwanzig Kilometer über Tajma nach Pasto Pata. Von Pasto Pata aus führt eine Straße zehn Kilometer an einem Bachtal hinab in das Tal des Río Tamampaya und überwindet dabei eine Differenz von 750 Höhenmetern. Die Straße überquert den Fluss und führt weitere fünfzehn Kilometer entlang seinem linken, nördlichen Ufer. Dort windet sich dann eine Nebenstraße fünf Kilometer den Hang hinauf und erreicht dort die beiden Ortschaften Las Mercedes und La Calzada.

## Bevölkerung
Die Einwohnerzahl des Ortes ist im vergangenen Jahrzehnt deutlich angestiegen:
| Jahr | Einwohner   | Quelle       |
| ---- | ----------- | ------------ |
| 1992 | keine Daten | Volkszählung |
| 2001 | 822         | Volkszählung |
| 2012 | 1200        | Volkszählung |
| 2024 |             | Volkszählung |

Die Region weist einen hohen Anteil an Aymara-Bevölkerung auf, im Municipio La Asunta sprechen 59,3 Prozent der Bevölkerung Aymara.